# Жезава (гмина)
Жезава (пол. Rzezawa) — сельская гмина (волость) в Польше, входит как административная единица в Бохнявский повет, Малопольское воеводство. Население 10 427 человек (на 2004 год).

## Демография
| Перепись                       | Всего   | Всего | Женщины | Женщины | Мужчины | Мужчины |
| ------------------------------ | ------- | ----- | ------- | ------- | ------- | ------- |
| Единицы                        | человек | %     | человек | %       | человек | %       |
| Население                      | 10 427  | 100   | 5296    | 50,8    | 5131    | 49,2    |
| Плотность населения (чел./км²) | 122     | 122   | 62      | 62      | 60      | 60      |